# Крет Зіновій Миколайович
Зіно́вій Микола́йович Крет (30 жовтня 1959, село Давидів Львівської області) — український диригент, композитор і педагог. Народний артист України (2017). Заслужений артист України (1998).

## Життєпис
1984 — закінчив Рівненський інститут культури (викладач Г. Садовий).
З 1981 — у Рівненському українському музично-драматичному театрі:
- 1981—1990 — артист та інспектор оркестру,
- 1990—1993 — завідувач музичної частини,
- з 1993 — головний диригент.

Також з 1990 року викладає в Інституті мистецтв Рівненського гуманітарного університету, з 2015 — доцент.

## Диригував вистави
- 1990 — «Запорожець за Дунаєм» С. Гулака-Артемовського
- 1991 — «Наталка Полтавка» І. Котляревського
- 1992 — «Сватання на Гончарівці» Г. Квітки-Основ'яненка
- 1993 — «Запорізька Січ» В. Коломійця
- 1994 — «Не судилося» М. Старицького
- 1994 — «Силою не будеш милою» Ю. Рибчинського
- 1995 — «Безталанна» І. Карпенка-Карого
- 1996 — «Ніч перед Різдвом» М. Гоголя

## Музика до вистав
- 1992 — «Мартин Боруля» І. Карпенка-Карого
- 1995 — «Канотьє» М. Коляди